# Lista över fornlämningar i Skinnskattebergs kommun
Lista över fornlämningar i Skinnskattebergs kommun är en förteckning av ett urval av de fornlämningar som finns i Skinnskattebergs kommun.

## Hed
| Namn     | Lämningstyp      | Tillkomsttid | Historisk indelning | Plats | Läge                 | ID-nr          | Bild                                 |
| -------- | ---------------- | ------------ | ------------------- | ----- | -------------------- | -------------- | ------------------------------------ |
| Hed 81:1 | Begravningsplats |              | Hed, Västmanland    |       | 59.682448, 15.769514 | 10228800810001 | Ladda upp en bild av detta fornminne |

## Skinnskatteberg
| Namn                                   | Lämningstyp         | Tillkomsttid | Historisk indelning          | Plats | Läge                 | ID-nr          | Bild                                 |
| -------------------------------------- | ------------------- | ------------ | ---------------------------- | ----- | -------------------- | -------------- | ------------------------------------ |
| Kopparbbo (Skinnskatteberg 169:1)      | Lägenhetsbebyggelse |              | Skinnskatteberg, Västmanland |       | 59.816773, 15.469174 | 10231901690001 | Ladda upp en bild av detta fornminne |
| Fallet (Skinnskatteberg 183:1)         | Lägenhetsbebyggelse |              | Skinnskatteberg, Västmanland |       | 59.862616, 15.514390 | 10231901830001 | Ladda upp en bild av detta fornminne |
| Långens (Skinnskatteberg 185:1)        | Lägenhetsbebyggelse |              | Skinnskatteberg, Västmanland |       | 59.866246, 15.500268 | 10231901850001 | Ladda upp en bild av detta fornminne |
| Filtens (Skinnskatteberg 188:1)        | Lägenhetsbebyggelse |              | Skinnskatteberg, Västmanland |       | 59.864954, 15.479552 | 10231901880001 | Ladda upp en bild av detta fornminne |
| Läckebo (Skinnskatteberg 190:1)        | Lägenhetsbebyggelse |              | Skinnskatteberg, Västmanland |       | 59.811240, 15.482965 | 10231901900001 | Ladda upp en bild av detta fornminne |
| Bergströmstorp (Skinnskatteberg 192:1) | Lägenhetsbebyggelse |              | Skinnskatteberg, Västmanland |       | 59.798909, 15.480918 | 10231901920001 | Ladda upp en bild av detta fornminne |
| Hagen (Skinnskatteberg 369)            | Lägenhetsbebyggelse |              | Skinnskatteberg, Västmanland |       | 59.831318, 15.532904 | 12000000068524 | Ladda upp en bild av detta fornminne |
| Hedsmora (Skinnskatteberg 370)         | Lägenhetsbebyggelse |              | Skinnskatteberg, Västmanland |       | 59.799494, 15.507008 | 12000000068525 | Ladda upp en bild av detta fornminne |
| Överjärn (Skinnskatteberg 371)         | Lägenhetsbebyggelse |              | Skinnskatteberg, Västmanland |       | 59.870454, 15.537724 | 12000000068526 | Ladda upp en bild av detta fornminne |